# 張鼐 (天順進士)
張鼐（1434年—？），字堯臣，直隸揚州府江都縣人，明朝政治人物。進士出身。

## 生平
應天府鄉試第十七名。天順四年（1460年）庚辰科會試第八十九名，殿試登進士第二甲第十二名。

## 家族
曾祖張汝濟。祖父張景轅。父亲張俊。